# Franciszek Moszkowicz
Franciszek Moszkowicz (ur. ok. 1873, zm. 23 kwietnia 1939 w Rabce) – przemysłowiec, twórca przedsiębiorstw rozrywkowo-gastronomicznych-hotelarskich.

## Życiorys
Urodził się około 1873. Był narodowości żydowskiej.
Od młodości związany ze Lwowem. W latach 90. podjął pracę w branży lokali gastronomicznych.
Przed 1914 został właścicielem kilku kawiarń. Około 1930 przeprowadził się do Warszawy, gdzie stworzył najmodniejszy wówczas lokal rozrywkowy „Adria”. Pod koniec lat 30. w Krakowie otworzył kinoteatr „Scala" (w budynku obecnego teatru Bagatela).
Udzielał się hojnie na rzecz potrzebujących. Przed 1914 wprowadził dożywianie młodzieży szkolnej w kawiarni „Europejskiej” przy ul. Jagiellońskiej we Lwowie. Wspierał żydowskie instytucje społeczno-humanitarne. Został odznaczony odznaką pamiątkową „Orlęta”.
Cieszył się powszechną popularnością i sympatią we Lwowie i w Warszawie. We Lwowie był określany jako „król lwowskich kawiarń” i zyskał przydomek „Franz”, a w Warszawie „Pan Frano” i nazywany był „królem nocy”. Zagrał samego siebie w filmie komediowym z 1933 pt. Jego ekscelencja subiekt.
Zmarł 23 kwietnia 1939 w Rabce w wieku 66 lat. Został pochowany w grobowcu rodzinnym na cmentarzu żydowskim we Lwowie 25 kwietnia 1939. Miał córkę.